# 仁田宏和
仁田 宏和（にったひろかず、1982年3月11日 - ）は、日本の元歌手、俳優、現在は株式会社CLipCLover代表取締役、サンミュージックプロダクションプロデューサー。千葉県出身。B型。アップフロントグループ・元ジェイピィールーム→元TNX。

## 概要
つんく♂が審査員長を務めた第17回ジュノン・スーパーボーイ・コンテストにて審査員特別賞を受賞し芸能活動開始。数々の作品に参加し、歌手、俳優、ミュージカル、ラジオパーソナリティ、プロデューサー、ソングライター、編曲家として活動。
2013年、自身が代表取締役を務める株式会社CLipCLoverを設立。現在では、芸能事務所、ボイストレーニングスクール、芸能養成所、一般企業への人材育成等運営。編曲家の鈴木Daichi秀行と共同で『ハニカム.トーキョー』のプロデュースも行っている。
ボイストレーナーとしても、松井玲奈、モーニング娘。、飯窪春菜、宮崎由加、純情のアフィリア、イケてるハーツ、MELLOW MELLOW、Non Stop Rabbit等サンミュージックプロダクション、ジャストプロ、プラチナムプロダクション、grick、ソニー・ミュージックアーティスツ、MAGES.等アーティスト、アイドル、俳優、声優など数々担当している。菅井英憲が師。

## 来歴
- 2004年 第17回ジュノン・スーパーボーイ・コンテストのこの年に新設されたロックボーイ部門で初代審査員特別賞受賞を受賞。
- 東大阪市テーマソング『東大阪めっちゃ元気な「まち」やねん』では、作曲を手がけたつんく、時東ぁみ、稲葉貴子、松井雄飛らと歌唱。
- 2009年
  - 2月 自身がメインヴォーカルを務めるバンド「CLipCLover」の活動を開始する。
  - 7月 one stepがmy spaceで日本国内2位というアクセスを獲得。西城秀樹のバックアップで雑誌やJ-WAVEなどの番組に数々取り上げられる。
  - 12月　LUNA SEAの河村隆一のバックアップで　シングルリリース。
- 2011年7月　横浜BLITZにてライブ。12月　赤坂BLITZにてライブにてワンマン700名動員。
- 2012年7月 ユニバーサルミュージックよりアルバム発売
- 2013年11月 音楽制作を軸とし、ボイストレーニング・DTMスクール経営、イベント企画等も行う株式会社CLipCLover 設立。
- 2016年10月 ダンスボーカルグループ【ハニカム.トーキョー】マネジメント業務開始
- 経営者・ビジネスマンへのキャリアアップ事業をはじめ、現在は各業界の法人団体等を対象とした声をテーマにした講演会などを開催するなど、芸能業界だけでなく人材育成としてのスペシャリストとしても活動の幅を広げている。

## 主な出演作品

### 舞台
- 2005年
  - 2月　劇団方南ぐみ番外公演　おスペな夜!!Vol.4
  - 5月　劇団方南ぐみ公演 　コケコッコー！
  - 10月　劇団方南ぐみ公演　『第十七ホモ収容所　〜誰がのんけだ！〜』
- 2006年
  - 3月　劇団方南ぐみ企画公演　あたっくNo.1
  - 7月　*pnish* vol.7　トレジャーボックス
  - 8月　つんく♂THEATER　CRY FOR HELP ！〜宇宙ステーション近くの売店にて〜
  - 9月　*pnish* vol.8 ワンダーボックス
  - 12月　劇団方南ぐみ番外公演「男たちよ　懺悔しなさい！〜ぐち〜」
- 2007年
  - 1月　劇団方南ぐみ　企画公演『あたっくNo.1』
  - 4月　昭和歌謡シアター　横須賀ストーリー　主演:後藤真希
  - 6月　あんぽんたん組合旗揚げ公演　あんぽんたん〜昭和激情篇〜「ザギンの野暮天」
  - 9月　劇団 シニアグラフィティ　第6回公演〜昭和歌謡シアター『FAR AWAY』〜　主演:安倍なつみ
  - 11月　劇団 シニアグラフィティ　第7回公演〜昭和歌謡シアター『オリビアを聴きながら』〜 主演:森口博子、吉澤ひとみ
- 2008年2月　スタジオライフ　カリフォルニア物語
- 2010年
  - 7月  Kart Promotion プロデュース　vol.7「帰ってきた蛍〜神々の黄昏〜」
  - 10月  冬の公会堂企画公演「誰かの星空」

### 映画・TV
- 2006年6月  つんく♂「V3〜青春カヴァー〜」初回盤DVD「Don't Cry MY Love」MV出演
- 2006年10月〜2007年12月  インターネットTV「つんく♂tv!!」ナレーション
- 2007年4月〜12月  イケメンズ「イケてNIGHT!!」MCレギュラー
- 2012年11月　映画「もうひとりのルームメイト」主演
- 2013年6月・7月  千葉テレビ「土曜Bang Bang」出演

### 雑誌
- 2005年8月〜2006年6月 JUNONにてコラム連載
- 2009年3月〜6月　From JP.  CLipCLoverとして掲載

## 提供・参加作品
池田慎
- コーンポタージュ（作詞）

久保雅樹
- singer song a writer（共作曲・編曲・コーラス）
- 輝く世界（共作曲・編曲・コーラス）
- 曖昧な言葉だけじゃ、君を守れなかったよね..（編曲・コーラス）
- 知らんぷり（編曲・コーラス）
- 伝えたい言葉（編曲・コーラス）
- Don't Stop（編曲・コーラス）

CHiKA
- MAGIC （編曲）
- なんちゃってsolution（編曲）
- rain（編曲）

tina
- ニコちゃんマークの歌（作曲・編曲）

NOViCE
- Do it!!（作詞・作曲・編曲・コーラス）

ハニカム.トーキョー
- 青空（作詞・コーラス）
- Free（コーラス）
- イイじゃん、スゴイやつ!!（作詞・コーラス）
- 全力未来!!（作詞・作曲・コーラス）
- カシオペア（作詞・コーラス）
- Bang!Bang!BANGOHAAAN!!（作詞・作曲・コーラス）
- Yeah!!（作詞・作曲・コーラス）
- スクランブル（コーラス）
- 絆（作詞・作曲・コーラス）
- SHAKEなベイベー!!（作詞・作曲・コーラス）
- ハニカムのだ!!（コーラス）
- Tobe!!（作詞・作曲・コーラス）
- 何度でも（作詞・作曲・編曲）
- Believe（作詞・作曲・編曲）
- ひまわり（作詞）
- everybody（作詞・コーラス）

松井遥己
- 恋の天気予報!!（作詞・コーラス）
- 氷（作詞・作曲・編曲・コーラス）
- Dance!!（作詞・作曲・編曲・コーラス）

松江大樹
- Love（作詞・コーラス）
- あの空から流れる星（作詞・作曲・編曲・コーラス）
- Shining Story（作詞）
- シリウス（作詞・作曲・編曲）
- 1つの世界（作詞・作曲・編曲）

水野ライアンビンセント
- Let's go! Stand up!（作詞・作曲・編曲）